# Debswana
La Debswana Diamond Company Ltd (spesso indicata come Debswana o anche con il vecchio nome De Beers Botswana Mining Company) è un'azienda del Botswana attiva nel settore minerario e dedita all'estrazione di diamanti e carbone. La proprietà è suddivisa in parti uguali tra il Governo del Botswana e il colosso diamantifero De Beers.

## Storia
Debswana fu costituita il 23 giugno 1969 con il nome di De Beers Botswana Mining Company dopo che i periti geologi incaricati dalla De Beers di sondare il terreno in Botswana scoprirono un giacimento diamantifero ad Orapa negli anni sessanta. Per via della decolonizzazione la De Beers dovette accordarsi con il governo locale per lo sfruttamento del giacimento concedendo una quota del 15% della società. Nei successivi 5 anni il governo del Botswana aumentò la propria partecipazione fino a raggiungere il 50%. Nel 1991 il nome della compagnia è stato cambiato nell'attuale Debswana Diamond Company Ltd (il nome è una crasi tra De Beers e Botswana) e il quartier generale fu spostato nella capitale Gaborone.

## Produzione
Essendo in parte governativa la Debswana controlla e gestisce tutte le miniere di diamanti esistenti in Botswana, non esistono imprese minerarie diamantifere "private" nel paese e questo di fatto conferisce alla Debswana il monopolio dell'industria di estrazione diamantifera nel Paese.
La produzione totale delle quattro miniere di diamanti ammonta annualmente ad oltre 30 milioni di carati (6.000 kg) corrispondenti a quasi un quarto della produzione mondiale attuale (che si aggira sui 130 milioni di carati equivalenti a 26.000 kg); solo il Sudafrica produce più diamanti tuttavia l'altissima qualità (e il conseguente altissimo valore) dei propri diamanti rendono il Botswana il paese con la maggior produzione di diamanti per valore economico.

## Miniere
Le miniere di proprietà di Debswana sono:
- Diamanti:
  - Miniera di Orapa, aperta nel 1971
  - Miniera di Letlhakane, aperta nel 1975
  - Miniera di Jwaneng, aperta nel 1982
  - Miniera di Damtshaa, aperta nel 2002
- Carbone:
  - Miniera di Morupule Colliery, aperta nel 1973